# Циганська наречена
Циганська наречена (англ. The Gypsy Bride) — американська короткометражна драма режисера Лоуренса Б. МакГілла 1912 року.

## У ролях
- Евелін Френсіс — циганська наречена
- Чарльз Хоскінс
- Ірвінг Каммінгс
- Марджорі Мак
- Міс Ешер